# ザック・ウォルターズ
ザカリー・B・ウォルターズ（Zachary B. Walters, 1989年9月5日 - ）は、アメリカ合衆国・ワイオミング州シャイアン出身の元プロ野球選手（ユーティリティプレーヤー）。右投両打。

## 経歴

### プロ入りとダイヤモンドバックス傘下時代
2010年のMLBドラフト9巡目（全体271位）でアリゾナ・ダイヤモンドバックスから指名され、6月13日に契約。

### ナショナルズ時代
2011年7月30日にジェイソン・マーキーとのトレードで、ワシントン・ナショナルズへ移籍した。
2013年9月3日にメジャー初昇格を果たした。9月6日のマイアミ・マーリンズ戦でメジャーデビュー。6回表に代打として出場し、これまで無安打に抑えられていたホセ・フェルナンデスから初安打を記録した。

### インディアンス時代
2014年7月31日にアズドルバル・カブレラとのトレードでクリーブランド・インディアンスへ移籍した。ナショナルズでは32試合で3本塁打だったが、インディアンズ移籍後は30試合で7本塁打を放った。2014年度合計では二桁本塁打に届いたが、打率は.181に終わった。
2015年は、12試合の出場に留まり、打率.133・四球はなしに対して試合数以上の15三振を喫するなど、絶不調だった。
2016年4月3日にDFAとなった。

### ドジャース時代
2016年4月10日に金銭トレードで、ジェームズ・ラムジーと共にロサンゼルス・ドジャースへ移籍した。8月14日に戦力外となり、翌15日に自由契約となった。

### レッズ傘下時代
2017年2月1日にシンシナティ・レッズとマイナー契約を結び、スプリングトレーニングに招待選手として参加することになった。シーズンでは開幕から傘下のAAA級ルイビル・バッツでプレーしていたが、5月19日に自由契約となった。

### 独立リーグ時代
2017年5月27日に独立リーグ・アメリカン・アソシエーションのカンザスシティ・ティーボーンズと契約。18試合に出場して打率.347・6本塁打・20打点の成績を残した。

### ロイヤルズ傘下時代
2017年6月15日にカンザスシティ・ロイヤルズとマイナー契約を結び、傘下のAA級ノースウエストアーカンソー・ナチュラルズへ配属された。オフの11月6日にFAとなった。

### 独立リーグ時代
2018年はアメリカン・アソシエーションのカンザスシティ・ティーボーンズに復帰した。7月9日に同リーグのセントポール・セインツに移籍した。シーズン終了後に退団した。

## 詳細情報

### 年度別打撃成績
| 年 度    | 球 団    | 試 合 | 打 席 | 打 数 | 得 点 | 安 打 | 二 塁 打 | 三 塁 打 | 本 塁 打 | 塁 打 | 打 点 | 盗 塁 | 盗 塁 死 | 犠 打 | 犠 飛 | 四 球 | 敬 遠 | 死 球 | 三 振 | 併 殺 打 | 打 率 | 出 塁 率 | 長 打 率 | O P S |
| -------- | -------- | ----- | ----- | ----- | ----- | ----- | -------- | -------- | -------- | ----- | ----- | ----- | -------- | ----- | ----- | ----- | ----- | ----- | ----- | -------- | ----- | -------- | -------- | ----- |
| 2013     | WSH      | 8     | 9     | 8     | 2     | 3     | 0        | 1        | 0        | 5     | 1     | 0     | 0        | 0     | 0     | 1     | 0     | 0     | 0     | 1        | .375  | .444     | .625     | 1.069 |
| 2014     | WSH      | 32    | 43    | 39    | 7     | 8     | 1        | 0        | 3        | 18    | 5     | 0     | 0        | 0     | 0     | 4     | 0     | 0     | 16    | 0        | .205  | .279     | .462     | .741  |
| 2014     | CLE      | 30    | 94    | 88    | 9     | 15    | 2        | 0        | 7        | 38    | 12    | 0     | 0        | 0     | 0     | 5     | 0     | 1     | 32    | 0        | .170  | .223     | .432     | .655  |
| '14計    | CLE      | 62    | 137   | 127   | 16    | 23    | 3        | 0        | 10       | 56    | 17    | 0     | 0        | 0     | 0     | 9     | 0     | 1     | 48    | 0        | .181  | .241     | .441     | .682  |
| 2015     | CLE      | 12    | 30    | 30    | 0     | 4     | 0        | 0        | 0        | 4     | 3     | 0     | 0        | 0     | 0     | 0     | 0     | 0     | 15    | 0        | .133  | .133     | .133     | .267  |
| 2016     | LAD      | 3     | 5     | 5     | 0     | 0     | 0        | 0        | 0        | 0     | 0     | 0     | 0        | 0     | 0     | 0     | 0     | 0     | 2     | 0        | .000  | .000     | .000     | .000  |
| MLB：4年 | MLB：4年 | 85    | 181   | 170   | 18    | 30    | 3        | 1        | 10       | 65    | 21    | 0     | 0        | 0     | 0     | 10    | 0     | 1     | 65    | 1        | .176  | .227     | .382     | .609  |

### 背番号
- 4（2013年 - 2014年途中）
- 6（2014年途中 - 2015年）
- 48（2016年）